# Bandera de la discapacidad
La bandera de la Discapacidad (bandera de la Superación o bandera de los Derechos de las Personas con Discapacidad). Dicha bandera representa a todas las personas que cuentan con una discapacidad, de uso general, para cualquier evento sobre discapacidad y sus derechos.

## Diseño y significado
La bandera representa a las personas que tienen discapacidad. Entre otras cosas también representa la lucha por los derechos de las personas con discapacidad, el orgullo de la discapacidad o el deporte paralímpico.
Los colores de la bandera son inspirados en los Juegos paralímpicos, debido a que es el evento más importante y relevante de las personas con discapacidad. Es importante resaltar que esto no debe confundirse con un sentimiento competitivo y de meritocracia del propio evento. Realmente con estos colores se representa la superación del colectivo ante las adversidades discriminatorias impuestas por la sociedad, la victoria ante los nuevos derechos conseguidos para el colectivo y el éxito en ser consciente de esta desigualdad para defender un futuro mejor. Esto entre otras razones desencadena un orgullo hacia uno mismo y su discapacidad. Como es planteado y defendido por diversos activistas del movimiento Disability Pride. 
Los tres colores también pueden representar las diferentes formas de discapacidad, según Eros Recio.
Sin embargo, el significado de la bandera es amplia y diversa. Podemos afirmar que existen diferentes formas de entender la bandera debido a que su creador considera que fuera el propio colectivo de las personas con discapacidad quienes decidieran sobre su significado más acertado. Los movimientos de los derechos de las personas con discapacidad son movimientos heterogéneos, lo que explica esta diversidad de planteamientos.

## Historia
En el Día Internacional de las Personas con Discapacidad, el 3 de diciembre de 2017, parlamentarios de países latinoamericanos se reunieron en una asamblea plenaria en Perú. Por aclamación, declararon que la bandera es el símbolo de todas las personas con discapacidad. Ese mismo día se presentó oficialmente la bandera en la sede europea de las Naciones Unidas.
Diversas ciudades y municipios en España lucen la Bandera de la Discapacidad en el Día Internacional de las Personas con Discapacidad entre otros días señalados. Por ejemplo, en 2018 se decidió mostrar la bandera en la ciudad de Santa Cruz de La Palma en la isla canaria de La Palma.
El 17 de julio de 2018, la bandera fue llevada a un evento oficial en Miami con el apoyo de Bryan's Art Foundation, una organización de artistas con discapacidades en los Estados Unidos.
El 3 de diciembre de 2018, la bandera fue adoptada por el Foment d'Esportistes amb Reptes (FER), una organización deportiva olímpica y paralímpica en España.

## Relación con Eros Recio
Según Eros Recio, la bandera está diseñada con tres colores de tres metales: oro, plata, y bronce que representan tres de los principales tipos de discapacidad: física, psíquica y sensorial. Su significado tiene un carácter general. Esto significa que cada color no representa exclusivamente a un tipo de discapacidad en concreto sino a todos en su conjunto. Como tampoco significa que excluya otras formas de discapacidad que no sean de las tres mencionadas. Como son por ejemplo la discapacidad visceral, múltiple, etc. También es importante mencionar que no existe ningún color que sea mejor que otro.
El 12 de diciembre de 2019, Eros Recio participó en un acto oficial de la Colegio del Arte Mayor de la Seda de Valencia, mediante el cual se añadió a la exposición la Bandera de la Discapacidad realizada en seda. En esta ocasión, Recio reiteró su declaración en un discurso de que esta bandera representa a todas las personas con discapacidad. Declaró:

"Es un gran orgullo que la institución del Colegio del Arte Mayor de la Seda, que en su día fue el motor industrial de toda la Valencia, haya solemnizado la bandera con la seda genuina de nuestra tradición más arraigada. Con esta bandera vamos a dar al mundo un mensaje de inclusión, solidaridad y libertad. Muchas gracias en nombre de todas las personas con discapacidad del planeta."
Eros Recio

Durante el acto se menciona la incorporación de una nueva definición para la bandera. "Bandera de la Superación". La razón de esto es debido a la intención de destacar el carácter reivindicativo de la bandera y evitar la posible segregación social propia de la discriminación capacitista.
Además, se han entregado unos pequeños banderines como reconocimiento a su labor social a Vicente Genovés, Presidente del Colegio del Arte Mayor de la Seda; José María Chiquillo, Presidente de la Red Internacional UNESCO Rutas de la Seda; representantes de organizaciones de personas con discapacidad y a la escritora Carmen Carrasco.
El diseño de la bandera y su concepto tuvieron inspiración e influencia de movimientos sociales como el colectivo LGBT+. Eros Recio explica que la idea de la bandera surgió después de saber que no existía aún una bandera que representara a las personas con discapacidad como un colectivo.